# 黑棘胎鳚
黑棘胎鳚（學名：Acanthemblemaria atrata），為輻鰭魚綱鳚形目煙管鳚科棘胎鳚屬的一種，被IUCN列為易危保育類動物，分布於中太平洋東部哥斯大黎加可可島海域，深度5至31公尺，本魚體延長、頭短鈍，鼻子和眼睛下方有刺，眼睛後面的頭頂上覆蓋著短刺，眼睛之間的內排刺位於骨脊上，眼上、鼻孔有觸鬚，口腔頂部側面有兩排發育良好的牙齒，體色多變，從深棕色到黑色到半透明，帶有條紋，頭部和身體上有小藍點，上唇有1-2對虹彩藍色斑點，繁殖期雄魚的頭部、身體和鰭上有黑色斑紋，嘴唇、鼻子和背鰭的上前部為紅色，背鰭硬棘22-25枚、背鰭軟條11-14枚、臀鰭硬棘2枚、臀鰭軟條23-26枚，體長可達3.2公分，棲息在珊瑚礁區的洞穴中，雌魚產附著性卵，由雄魚守護魚卵，生活習性不明。